# Aipysurus
Aipysurus is een geslacht van slangen uit de familie koraalslangachtigen (Elapidae) en de onderfamilie zeeslangen (Hydrophiinae).

## Naam en indeling
De wetenschappelijke naam van de groep werd voor het eerst voorgesteld door Bernard Germain de Lacépède in 1804. Er zijn negen soorten, inclusief de pas in 2012 beschreven soort Aipysurus mosaicus. De slangen werden eerder aan andere geslachten toegekend, zoals Smithsohydrophis en Thalassophis.

## Verspreiding en habitat
De slangen komen voor in delen van Azië en de wateren van Australië. De meeste soorten komen endemisch voor in Australië. De habitat bestaat uit lagunen en kuststroken in de neretische zone.

## Beschermingsstatus
Door de internationale natuurbeschermingsorganisatie IUCN is aan zeven soorten een beschermingsstatus toegewezen. Drie slangen worden beschouwd als 'veilig' (Least Concern of LC), een als 'onzeker' (Data Deficient of DD) en een als 'bedreigd' (Endangered of EN). Twee ten slotte worden gezien als 'ernstig bedreigd' (Critically Endangered of CR).
Deze soorten, Aipysurus apraefrontalis en Aipysurus foliosquama, werden beschouwd als mogelijk uitgestorven omdat ze al meer dan 12 jaar niet waren gezien. In december 2015 werden exemplaren van beide soorten waargenomen voor de kust van Australië.

## Soorten
Het geslacht omvat de volgende soorten, met de auteur en het verspreidingsgebied.
| Naam                     | Auteur                                                               | Verspreidingsgebied |
| ------------------------ | -------------------------------------------------------------------- | --- |
| Aipysurus apraefrontalis | Smith, 1926                                                          | Timorzee (Australië)                                                                                                   |
| Aipysurus duboisii       | Bavay, 1869                                                          | Australië, Timorzee (Indonesië), Nieuw-Caledonië, Loyaliteitseilanden, Papoea-Nieuw-Guinea                             |
| Aipysurus eydouxii       | Gray, 1849                                                           | Zuid-Chinese Zee, Golf van Thailand, Cambodja, Indonesië, Maleisië, Vietnam, Papoea-Nieuw-Guinea, Singapore, Australië |
| Aipysurus foliosquama    | Smith, 1926                                                          | Timorzee (Australië)                                                                                                   |
| Aipysurus fuscus         | Tschudi, 1837                                                        | Indonesië, Papoea-Nieuw-Guinea, Australië                                                                              |
| Aipysurus laevis         | Lacépède, 1804                                                       | Indonesië, Papoea-Nieuw-Guinea, Nieuw-Caledonië, Australië                                                             |
| Aipysurus mosaicus       | Sanders, Rasmussen, Elmberg, Mumpuni, Guinea, Blias, Lee & Fry, 2012 | Australië |
| Aipysurus pooleorum      | Smith, 1974                                                          | Australië |
| Aipysurus tenuis         | Lönnberg & Andersson, 1913                                           | Australië |